# Пам'ятник Юрію Богатикову
Пам'ятник Юрію Богатикову (крим. Yuriy Boğatikov eykeli) — пам'ятник у Сімферополі, Автономна Республіка Крим.
Ю. Богатиков — заслужений артист України (1968), Народний артист України (1973), Народний артист СРСР (1983); повний кавалер 3-х орденів «За заслуги» України.
Богатиков помер у віці 70 років у Сімферополі, де він прожив останні роки життя.

## Історія
Відкритий 28 лютого 2004.
Автор скульптури — Віктор Гордєєв.
Кошти на пам'ятник збирали городяни та трудові колективи, спонсори, депутати, громадські діячі.